# روته ارده
روته ارده (به آلمانی: Rothe Erde) یک منطقهٔ مسکونی در آلمان است که در آخن-میته واقع شده‌است. روته ارده ۲٬۶۳۴ نفر جمعیت دارد.